# Ликопен
Ликопен от латинското lycopersicum е каротиноиден пигмент, който придава цвета на редица оцветени в червено плодове като домати, диня, червен грейпфрут и гуава. Известни количества могат да се открият и в човешките тъкани (например в кръвта), като резултат от поглъщането с храната, но натрупването му в организма става единствено при невъзможност за обработка или екскреция. Съдържанието на каротероиди и съставът им зависят от сорта и зрелостта на съответния вид плод.

## Структура и физични свойства
Ликопенът е симетричен тертапен. Той е част от семейството на каротеноидите и тъй като е съставен изцяло от въглерод и водород, ликопенът е също каротин. Първите процедури за изолиране на ликопен са през 1910 г., като структурата на молекулата е определена през 1931 г. В естествена форма, молекулата му е дълга и права, създадена от единадесет двойни връзки. Всяко разширение на тази структура намалява енергията необходима на електроните, за да преминат в електронна конфигурация на възбудено състояние. Това позволява на молекулите да абсорбират видимата светлина на прогресивно все по-дълги вълни. Ликопенът абсорбира всички, освен най-дългите вълни видима светлина. Поради тази причина цветът на ликопена е червен.
Растенията и фотосинтезиращите бактерии произвеждат естествено транс ликопен, но съществуват общо 72 геометрични изомера на молекулата. Когато е изложен на светлина или висока температура, ликопенът може да претърпи изомеризация към някоя от тези 72 форми.

## Естествени източници
Плодове и зеленчуци богати на ликопен са маслините, доматите, динята, розовата гуава, папаята, годжи бери и шипката. Растението с най-високи нива на ликопен (съдържа 70 пъти повече от колкото един домат) е плодът на Momordica cochinchinensis, наречен още гак. Това растение се среща обаче единствено в Азия. Поради тази причина основният прием на ликопен идва от различни доматени сосове и сокове. Съдържанието на ликопен в доматите зависи от вида домат и се увеличава с узряването на плода.
За разлика от други плодове и зеленчуци, при които нивата на витамин C намаляват при готвене, обработката на домата увеличава концентрацията на ликопен. Приготвянето и мачкането на доматите (като при консервиране) и сервирането им с мазни ястия (като сос за спагети или пица) увеличава изключително много асимилирането на ликопен от храносмилателния тракт в кръвоносната система. Ликопенът е разтворим в мазнини, тоест мазнините спомагат за абсорбирането му. Значително изключение от случая е плодът на растението Momordica cochinchinensis, тъй като има висока концентрация на ликопен, както и наситени и ненаситени мазнини.
Ликопен може да бъде извлечен от зеленчуци и плодове като доматите, но друг богат източник на ликопен са гъбите Blakeslea trispora. Основният източник за извличане, пречистване и търговия с ликопен обаче са семената на гак.
Обърнете внимание, че някои източници правят погрешни заключения, че всички червени плодове имат такъв цвят, когато пигментирането всъщност се дължи на други химични елементи. Пример за това е червеният портокал, който дължи цвета си на съдържанието на антоцианини. Същевременно други оцветени в червено цитрусови плодове, като розовият грейпфрут дължат цвета си на съдържанието на ликопен.
В допълнение някои плодове, които не изглеждат червени, също съдържат ликопен, например аспержите съдържат приблизително 30μ гр. ликопен за 100 гр., а сушените магданоз и босилек съдържат приблизително 3.5 – 7 μгр. ликопен за грам.

## Прием на ликопен
Ликопенът не е задължителна хранителна съставка за хората, но се открива често в диета съставена предимно от домати. Когато се абсорбира от червото, ликопенът е транспортиран в кръвта от няколко липопротеини и се акумулира предимно в кръвта, кожата, адреналните жлези, но може да бъде открит в повечето тъкани.

## Ползи за здравето
Ликопен е доказан мощен антиоксидант и предпазва организма от оксидативния стрес, отговорен за бързото стареене на кожата и появата на старчески петна. Подпомага забавянето на стареенето на кожата, като предпазва от така наречените старчески петна, които се образуват в резултат на оксидативен стрес. Действието му при неутрализиране на свободните радикали го прави ефективен при предпазване от рак, сърдечни болести, мускулна дегенерация и т.н.
Изключително успешна природна съставка, един от най-мощните антиоксиданти (около 100 пъти по-силен от витамин Е). Повишената му концентрация в храната предопределя и по-силния защитен ефект (кетчуп, доматено пюре). Доказано помага за предпазване от някои видове ракови заболявания. При изследване, проведено от Harvard Medical School, в продължение на 6 години били изследвани над 47000 мъже. Било установено, че при консумиране на домати и техните продукти повече от 2 пъти седмично води до намаляване на риска от рак на простатата около 21 – 34%. Изследването е доразвито през 1995 година от Harvard School of Public Health. Установява се, че при прием на повече от 10 порции доматени храни седмично, рискът намалява с 45%, а при употреба на 4 – 7 порции седмично – рискът е с 20% по-малък.
При жените този пигмент може да намали риска от рак на маточната шийка до 5 пъти. Може да помогне и в борбата с други дегенеративни заболявания като сърдечно-съдовите, където може да намали риска от сърдечен удар с до 50%. Има някои доказателства за факта, че ликопенът намалява количеството на холестерола в кръвта посредством намаляване окисляването на липопротеините с ниска плътност (LDL-low-density lipoprotein).
Съдържа се в най-новото поколение козметика за UV защита. Неговото действие се изразява в отдаването на електрони и свързването на свободните радикали, попаднали в организма, като по този начин пречи те да достигнат до клетките и да ги увредят,
Ликопенът е каротеноидът в най-голямо количество в човешката плазма в сравнение с бета-каротена и други хранителни каротеноиди. Това, вероятно, има огромно значение за съпротивителните сили на организма. Нивото му се определя от няколко биологични фактора и от начина на живот. Поради липофилната (обича мазнините) си природа се концентрира в участъците серум с ниска плътност. Концентрира се също в надбъбречната жлеза, черния дроб, тестисите и простатата. Химичната форма на ликопена се повлиява от температурата по време на обработката в организма. Поради факта, че е мастноразтворим, неговото усвояване се подобрява, когато се добави мазнина.

## Изцапване и премахване
Ликопенът не се разтваря във вода и може да бъде разтворен единствено в органични разтворители и мазнина. При приготвянето му в храна, ликопенът цапа всеки достатъчно порест материал, включително и повечето пластмаси. Това се дължи на факта, че е неполярна молекула. Така докато петното от домат може да бъде лесно премахнато от тъкани, ликопенът прониква в пластмасата, поради което премахването му с гореща вода и почистващ препарат е невъзможно. Ако ликопенът се окисли (например при реакция с белина или киселини), двойната връзка между въглеродните атоми ще се скъса, разделяйки молекулата, елиминирайки хромофора.
|  | Тази страница частично или изцяло представлява превод на страницата Lycopene в Уикипедия на английски. Оригиналният текст, както и този превод, са защитени от Лиценза „Криейтив Комънс – Признание – Споделяне на споделеното“, а за съдържание, създадено преди юни 2009 година – от Лиценза за свободна документация на ГНУ. Прегледайте историята на редакциите на оригиналната страница, както и на преводната страница, за да видите списъка на съавторите. ВАЖНО: Този шаблон се отнася единствено до авторските права върху съдържанието на статията. Добавянето му не отменя изискването да се посочват конкретни източници на твърденията, които да бъдат благонадеждни. |